# 三家本泰美
三家本 泰美（みかもと やすみ、1945年 - ）は、日本のアニメ演出家。島根県出身。作品により石原 泰三という名も用いる。

## 経歴
広告代理店勤務の後、虫プロダクション入社。テレビCFなどを手がける。東京ムービーに移籍後、高畑監督のもとで助監督として活躍。東京ムービーの米国子会社で、海外との合作アニメを中心に手がけるようになる。その後ディズニージャパンに移籍し、サンライズやあにまる屋などでも仕事を行っていたが、近年はまた国内の製作に戻り、古巣の東京ムービーで、演出を多くこなすようになっている。

## 主な参加作品
- 名探偵コナン
- それいけ!アンパンマン
- ドラえもん（テレビ朝日版第1期）
- 忍たま乱太郎
- ルパン三世（TV第2シリーズ）
- ルパン三世 PART IV
- ど根性ガエル
- 勇者ライディーン
- 宇宙戦艦ヤマト
- ドカベン甲子園の道
- じゃりン子チエ
- 姿三四郎
- おはよう!スパンク
- 忍者マン一平
- 超時空世紀オーガス
- レディージョージイ
- Bビーダマン爆外伝
- ゴーゴー五つ子ら・ん・ど
- こちら葛飾区亀有公園前派出所
- 教科書にないッ!
- カードキャプターさくら
- モンスターファーム〜伝説への道〜
- まんが日本絵巻
- ブラック・ジャック 命をめぐる四つの奇跡
- ケロロ軍曹
- まっすぐにいこう。
- 遙かなる時空の中で-八葉抄-
- 鉄子の旅
- みなみけ
- 爆丸バトルブローラーズ
- TYTANIA -タイタニア-
- テレパシー少女 蘭
- 極上!!めちゃモテ委員長
- 異世界の聖機師物語
- テレビまんが 昭和物語
- NARUTO -ナルト- SD ロック・リーの青春フルパワー忍伝
- 悪魔のリドル
- 戦国無双
- 怪盗ジョーカー
- 遊☆戯☆王ARC-V
- 遊☆戯☆王VRAINS
- 遊☆戯☆王SEVENS
- ブラッククローバー
- 遊☆戯☆王ゴーラッシュ!!
- オーバーロードIV
- デリシャスパーティ♡プリキュア
- 転生貴族の異世界冒険録〜自重を知らない神々の使徒〜
- ATRI -My Dear Moments-
- キミとアイドルプリキュア♪